# Scott Snodgress
Scott Andrew Snodgress (né le 20 septembre 1989 à Fontana, Californie, États-Unis) est un ancien lanceur de relève gaucher de la Ligue majeure de baseball.

## Carrière
Joueur du Cardinal de l'université Stanford, Scott Snodgress est repêché au 5e tour de sélection par les White Sox de Chicago en 2011. Il est lanceur de relève à Stanford mais lanceur partant durant la majorité de ses années jouées en ligues mineures. Après avoir éprouvé des difficultés comme partant dans le Double-A, il est en 2014 converti en releveur à Knights de Charlotte, dans le niveau AAA. Snodgress, qui se fie sur une bonne balle courbe, est perçu comme un potentiel spécialiste gaucher pour les White Sox.
Snodgress fait ses débuts dans le baseball majeur le 3 septembre 2014 avec les White Sox de Chicago et connaît une première sortie difficile en relève face aux Twins du Minnesota, à qui il accorde deux points, deux coups sûrs et deux buts-sur-balles en deux tiers de manche. Il effectue 4 présences en relève pour les White Sox en 2014 mais accorde 7 points, dont 4 mérités, sur 8 coups sûrs en deux manches et un tiers lancées.
Il signe en décembre 2014 un contrat des ligues mineures avec les Angels de Los Angeles.